# Etela Farkašová

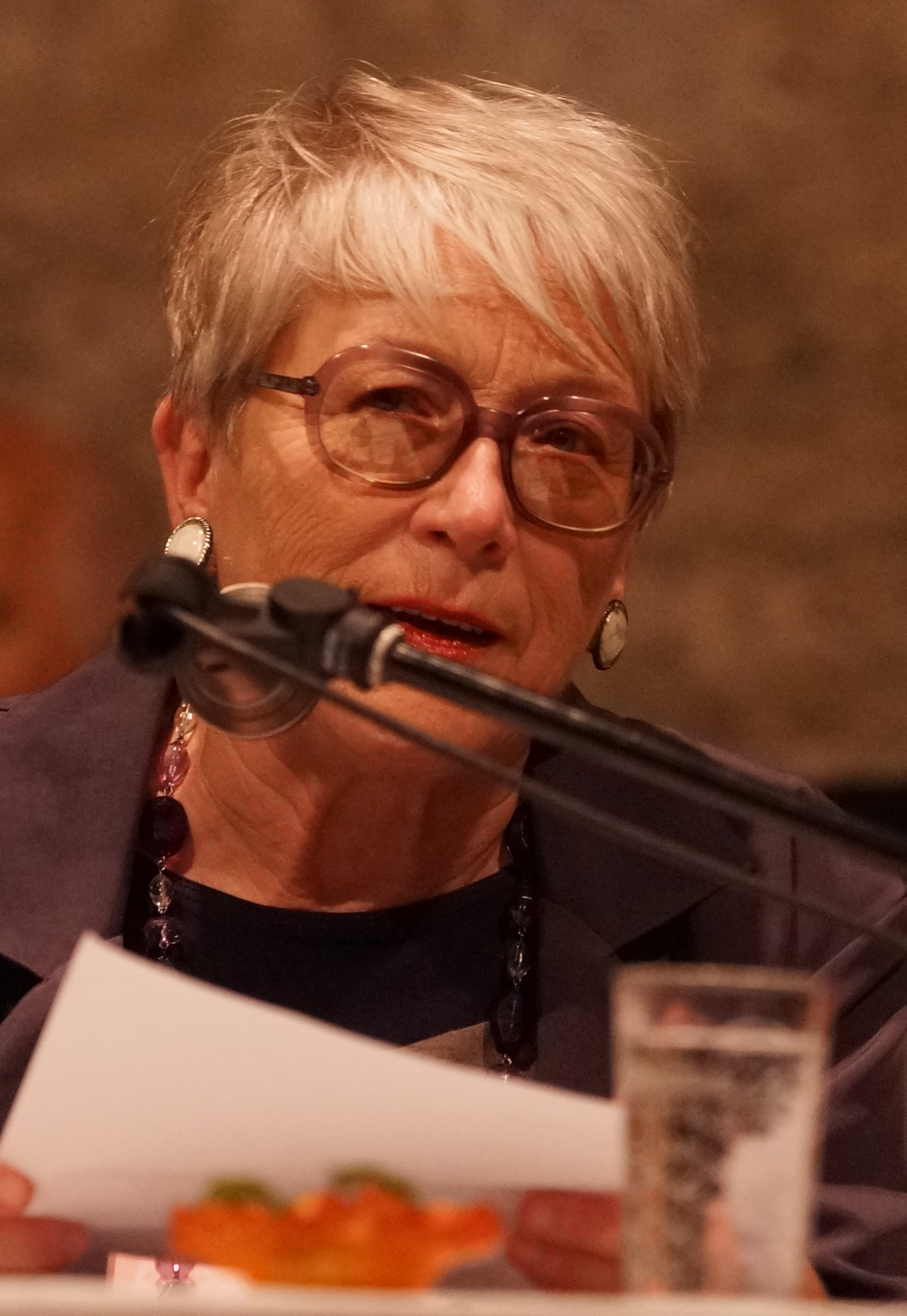
Etela Farkašová (2015)

Etela Farkašová (geb. Zipserová; * 5. Oktober 1943 in Levoča) ist eine slowakische Schriftstellerin und Philosophin. Sie schreibt Prosa, Gedichte, Essays und literarische Kritiken.

## Biografie
Etela Farkašová wurde 1943 in Levoča, geboren. Sie studierte Mathematik und Physik an der Universität Trnava. Nach ihrem Abschluss arbeitete sie als Gymnasiallehrerin. Gleichzeitig studierte sie Philosophie und Soziologie an der Comenius-Universität und schloss ihr Studium 1972 ab. Seitdem lehrt sie am Institut für Philosophie der Comenius-Universität. Im Jahr 1995/1996 war sie Gastprofessorin am Institut für Philosophie der Universität Wien. Sie ging 2010 in den Ruhestand, ist aber seit 2023 weiterhin als emeritierte Professorin für Philosophie sowie als Forscherin am Zentrum für Geschlechterstudien der Universität tätig. Als Philosophin interessiert sich Farkašová für Erkenntnistheorie, insbesondere für die Beziehung zwischen Philosophie und Wissenschaft sowie Philosophie und Kunst. Seit den 1990er Jahren entwickelte sie ein Interesse an feministischer Philosophie. Sie übersetzt gelegentlich aus dem Deutschen und Englischen.
Sie ist Mitglied des Netzwerks der Ost-West-Frauen (NEWW), der slowakischen Zweigstelle des PEN-Clubs, des Österreichischen Schriftstellerverbandes und Mitbegründerin des slowakischen Schriftstellerinnenclubs FEMINA.

## Literarische Arbeiten
Die meisten Prosatexte von Etela Farkašová thematisieren zwischenmenschliche Probleme. Im Fokus steht ihre Kritik an einer am Konsum ausgerichteten Gesellschaft, der Ökonomisierung des Lebens und der eindimensionalen Zweckrationalität. Hauptaugenmerk legt sie auf die Mutter-Kind-Beziehung während verschiedener Lebensphasen.
Etela Farkašová debütierte 1978 als Autorin belletristischer Prosa mit der Kurzgeschichtensammlung „Reproduktion der Zeit“ (Reprodukcia času), die mit dem Ivan-Krasko-Preis ausgezeichnet wurde.

## Publikationen
Sie hat bis jetzt mehr als 30 Bücher herausgegeben, ihre Bücher und einzelnen Novellen, Erzählungen und Gedichte wurden in mehr als 10 Sprachen übersetzt, u. a. ins Deutsche, Polnische, Tschechische, Arabische, Serbische und Ungarische. 
Seit 2000 sind mehrere ihrer Bücher in deutscher Sprache erschienen:
- Die Zeit der untergehenden Sonne, deutsch/slowakisch, Klara Köttner-Benigni und Etela Farkašová, Edition Doppelpunkt, Wien 2000. ISBN 3-85273-083-X.
- Ein ganz gewöhnlicher Tag und andere Erzählungen, edition pen, Bd. 17, Löcker Verlag, Wien 2014. ISBN 978-3-85409-727-3.
- Frühmorgens im Garten, Lyrik, Nachdichtungen von Inge Stahl, Pilum Literatur Verlag, Strasshof 2016. ISBN 978-3-902960-47-4.
- Herbstfreundschaften, Pilum Literatur Verlag, Strasshof 2017. ISBN 978-3-902960-64-1.
- Stillleben eines frühen Abends, Pilum Literatur Verlag, Strasshof 2020. ISBN 978-3-99090-014-7.
- Szenario, Übers. von Elena Ehrgangová. Pilum Literatur Verlag, Strasshof 2021. ISBN 978-3-902960-64-1.
- Die Rettung der Welt nach G., Übers. von Elena Ehrgangová, Anthea Verlag, Berlin 2022. ISBN 978-3-89998-388-3.
- Es ist geschehen, Übers. von Christel Spanik, Anthea Verlag, Berlin 2022. ISBN 978-3-89998-398-2.
- Über Stille, Langsamkeit und andere Werte, Übers. von Christel Spanik, Anthea Verlag, Berlin 2023. ISBN 978-3-89998-417-0.

## Auszeichnungen
- 1978: Ivan-Krasko-Preis für „Reproduktion der Zeit“ (Reprodukcia času)
- 2004: Goldenes Ehrenzeichen für Verdienste um die Republik Österreich für die Entwicklung der kulturellen Zusammenarbeit zwischen der Slowakei und Österreich, verliehen vom österreichischen Bundespräsidenten
- 2018: Anasoft Literatur-Preis für ihr Buch „Szenario“ (Scenár), das die Möglichkeit eines langsamen Lebens in schnellen Zeiten thematisiert
- 2018: Kristallflügel (Krištáľové krídlo) in der Kategorie Literatur